# إشارة طرف مفرد
إشارة طرف مفرد (بالإنجليزية: Single-ended signalling)‏ هي الطريقة الأبسط استخدامًا لإرسال الإشارات الإلكترونية عبر الأسلاك، حيث يقوم أحد الأسلاك بحمل جهد متغير الذي بدوره يمثل الإشارة، بينما الآخر متصل بجهد مرجعي، يسمى أرضي في العادة، هذه الطريقة هي الوسيلة الأكثر شيوعا لإرسال إشارات أسفل الأسلاك.
البديل الرئيسي لإشارة الطرف المفرد تسمى إشارة التفاضل، يوجد أيضا بديل تاريخي للتكرار الأرضي أو Ground return، نادرة الاستخدام اليوم.
إشارة الطرف المفرد هي أقل تكلفة في التنفيد من الإشارة التفاضلية، لكنها تفقد القدرة على رفض الضوضاء الناتجة من :
1. الفروق في مستوى الجهد الأرضي بين الدوائر المرسلة والمستقبلة.
2. الحث الملتقط على سلك الإشارة.

الفائدة الرئيسية لإشارة الطرف المفرد على الإشارة التفاضلية هو أن عدد قليل من السلاك مطلوبة لإرسال عدة إشارات، بافتراض وجود عدد س من الإشارات، هذا يحتاج لوجود س+1 من الأسلاك - واحد لكل سلك، زائد واحد للأرض، (الإشارات التفاضبية تستخدم على الأقل عدد 2س من الأسلاك.) عيب إشارة الطرف المفرد هو أن التيارات الراجعة لجميع الإشارات تشترك في السلك نفسه (حتى لو تم استخدام اسلاك أرضية منفصلة، الأسلاك الأرضية حتما ستوصل مع بعض عند كل طرف)، وهذا يؤدي في بعض الأحيان إلى التداخل بين الإشارات.